# Oulad Hassoune Hamri
Oulad Hassoune Hamri  (in arabo أولاد حسون حمري‎?) è un centro abitato e comune rurale del Marocco situato nella provincia di Rehamna, regione di Marrakech-Safi. Conta una popolazione di 7 662 abitanti (censimento 2014).